# Euphyia adumbraria
Euphyia adumbraria är en fjärilsart som beskrevs av Herrich-Schäffer 1851. Euphyia adumbraria ingår i släktet Euphyia och familjen mätare. Inga underarter finns listade i Catalogue of Life.